# Bell 206
Die Bell 206 ist eine Hubschrauberfamilie des US-amerikanischen Herstellers Bell Helicopter. Die Bell 206 und ihre Weiterentwicklungen sind bis heute der wohl kommerziell erfolgreichste Zivilhubschrauber. Bei der Bell 206L LongRanger handelt es sich um eine Weiterentwicklung des Typs Bell 206B JetRanger.

## Geschichte
Erste Prototypen entstanden 1963, die militärische Variante Bell OH-58 wurde ein Standardhubschrauber der US-Army. Auf dem zivilen Markt gab es die Bell 206 seit 1967. Die Bell 206L absolvierte ihren Erstflug am 11. September 1974. Im Gegensatz zur „JetRanger“ wurde die Kabine um 64 cm verlängert (zu erkennen an den drei statt zwei Seitenfenstern) sowie ein Dämpfungssystem gegen die Vibration im Flug eingebaut. Die Bell 206L-1/L-3 Gemini ST besitzt analog zur Bell 206LT Twin Ranger zusätzlich eine zweite Turbine.
Seit 1980 wird mit der Bell 206 TexasRanger auch eine militärische Version angeboten, für die sich jedoch im Gegensatz zur Bell 206B JetRanger bisher kein Kunde gefunden hat.

## Varianten

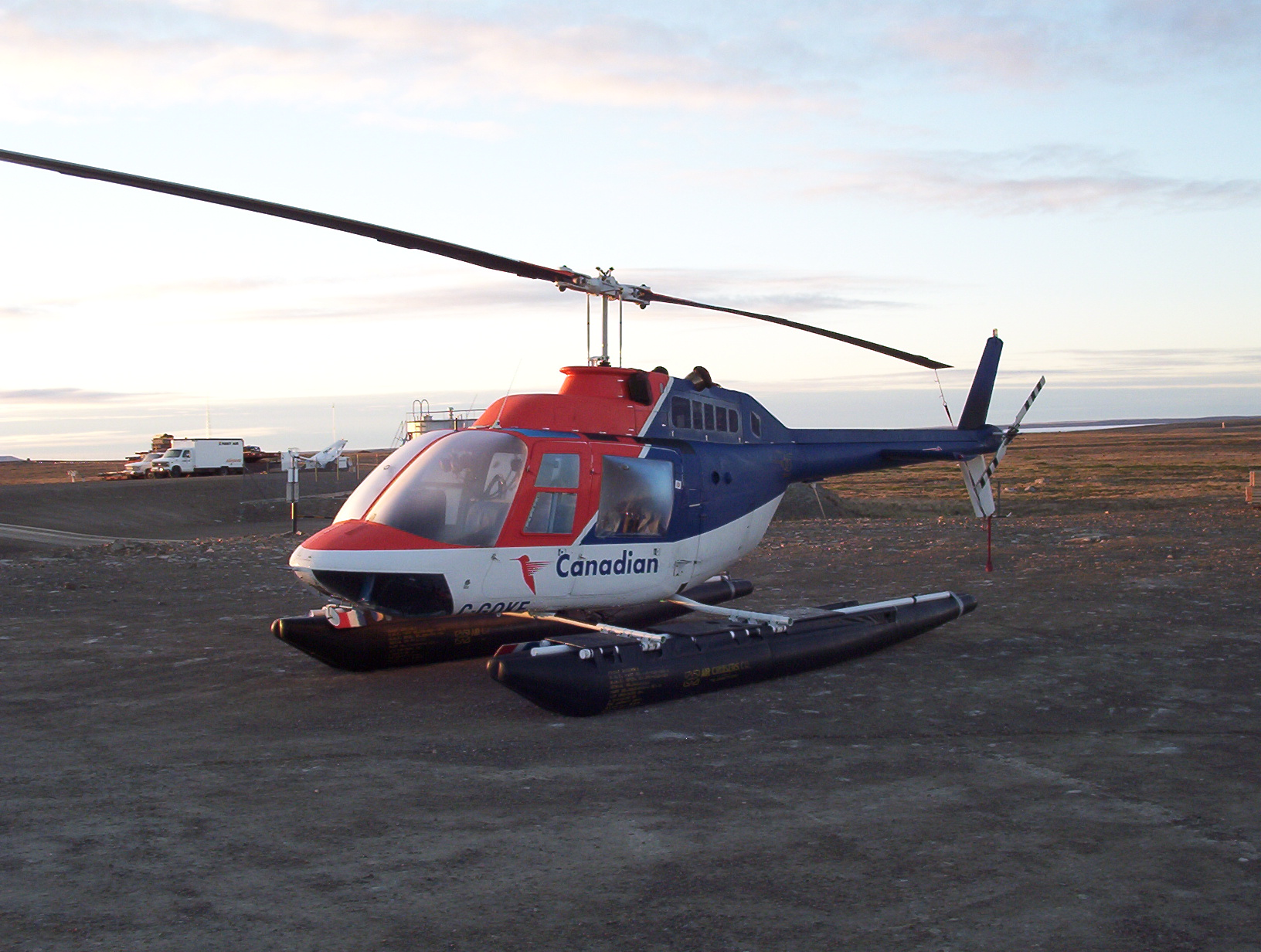
Bell 206B JetRanger

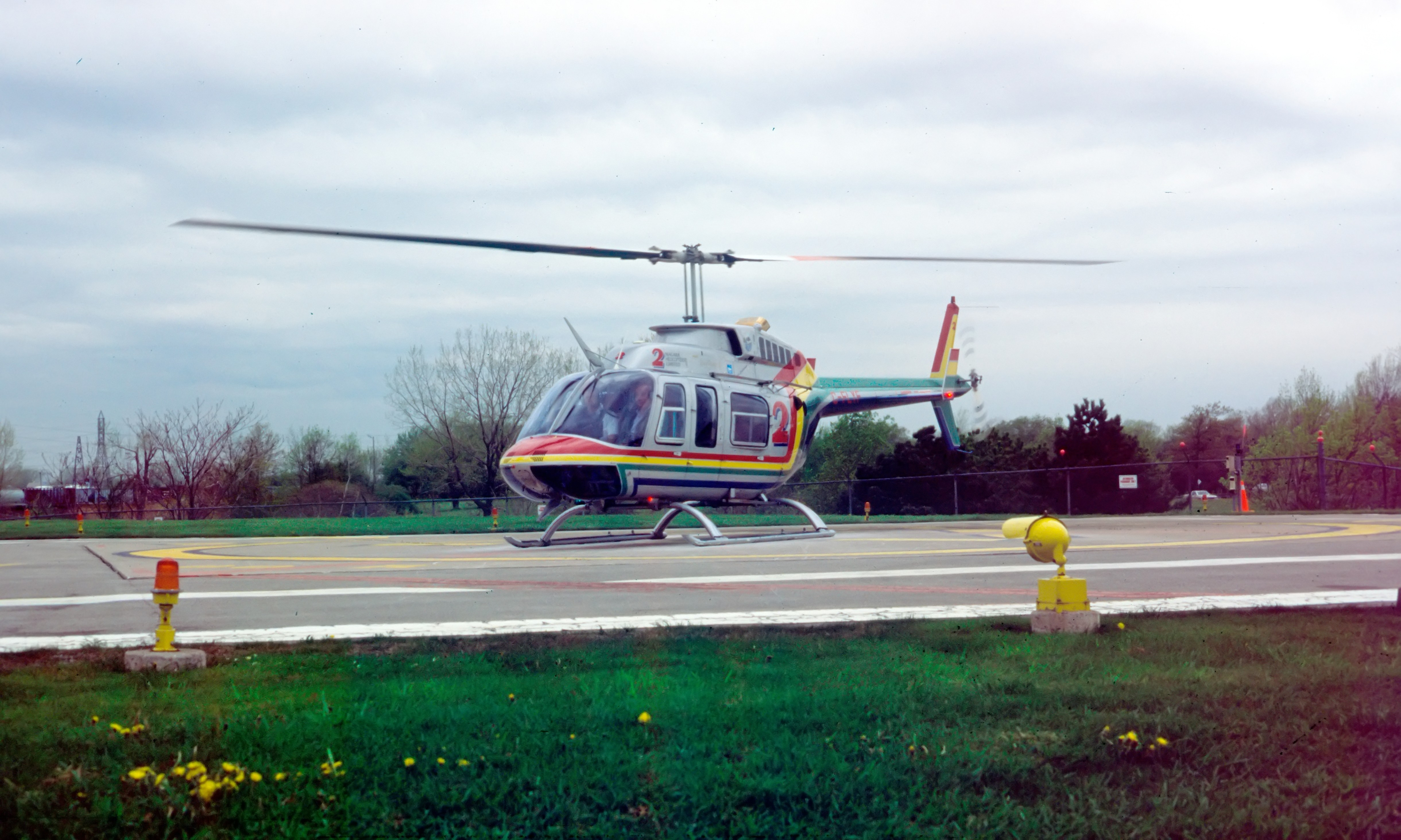
Bell 206L LongRanger

### Zivile
- Bell 206 – Fünf YOH-4A-Prototypen für Flugtests im LOH-Programm der US Army (1963).
- Bell 206A – Produktionsversion, angetrieben durch Allison-250-C18-Wellenturbinen; FAA-zugelassen 1966, 1968 Ausgangsmuster der OH-58A Kiowa.
  - Agusta-Bell 206A – in Lizenz gebaute Version aus Italien
- Bell 206A-1 – OH-58A-Hubschrauber, abgerüstet für zivile FAA-Zulassung.[2]
  - Agusta-Bell 206A-1 – in Lizenz gebaute Version aus Italien
- Bell 206B – Version mit verbessertem Allison-250-C20-Antrieb.[3] Die letzte Bell 206B (Seriennummer 4690) wurde im Dezember 2010 an einen kanadischen Kunden ausgeliefert.
  - Agusta-Bell 206B – in Lizenz gebaute Version aus Italien
- Bell 206B-2 – Bell-206B-Modelle mit den Verbesserungen der Bell 206B-3.[3]
- Bell 206B-3 – verbesserter Allison-250-C20J-Antrieb und um 5 cm vergrößerter Heckrotor.[3]
- Bell 206L LongRanger – verlängerte Version mit sieben Sitzen, angetrieben durch eine Allison-250-C20B-Wellenturbine.
  - Agusta-Bell 206L LongRanger – in Lizenz gebaute Version aus Italien
- Bell 206L-1 LongRanger II – Version mit stärkeren Allison-250-C28-Wellenturbinen.
  - Agusta-Bell 206B-1 – in Lizenz gebaute Version aus Italien.
- Bell 206L-1+ LongRanger – Modifikationen durch Bell, einschließlich Allison-250-C30P-Turbinen, um den Hubschrauber auf den Standard der Bell 206L-4 zu bringen.
- Bell 206L-3 LongRanger III – Version mit Allison 250-C30P-Wellenturbinen.
  - Agusta-Bell 206B-3 – in Lizenz gebaute Version aus Italien.
- Bell 206L-3+ LongRanger – Modifikationen von Bell, um den Hubschrauber auf den Standard der Bell 206L-4 zu bringen.
- Bell 206L-4 LongRanger IV – verbesserte Version mit Allison 250-C30P-Turbinen und weiteren Verbesserungen am Antrieb.
- Bell 206LT TwinRanger – ca. 13 Stück von 1994–1997 mit zwei Turbinen, ersetzt durch die Bell 427.
- Bell 407 – basiert auf der Bell 206L mit Vierblattrotorsystem
- Bell 417 – Bell 407 mit stärkerem Antrieb, Projekt eingestellt.

### Militärische
- Bell 206AS – Exportversion für die chilenische Marine.
- OH-58 Kiowa – leichter Überwachungshubschrauber als Ersatz für die OH-6A Cayuse.
- TH-57A – 40 zivile Bell 206A-Hubschrauber als Trainingshubschrauber der U.S. Navy im Januar 1968, als „Sea Ranger“ bezeichnet.[4]
- 206L „TexasRanger“ – Projekt einer militärischen Version für den Export, nur ein Prototyp gebaut (1981).
- TH-57B – 45 zivile Bell 206B-3-Hubschrauber, die 1989 als Ersatz für TH-57A für Trainingsaufgaben eingesetzt wurden.
- TH-57C – 71 zivile Bell 206B-3-Hubschrauber, 1989 als Fortgeschrittenentrainer mit Cockpits für Instrumentenflugbedingungen.
- TH-57D – geplantes Upgrade-Programm für TH-57B und TH-57C.[5]
- TH-67 Creek – 137 zivile Bell 206B-3, die 1993 als Trainingshubschrauber an die U.S. Army verkauft wurden. 35 in VFR-Konfiguration (Sichtflug) und 102 für IFR (Instrumentenflug).[6]

## Militärische Nutzer
- Albanien (Forca Ajrore Shqiptare)
- Argentinien
- Bangladesch
- Brasilien
- Brunei

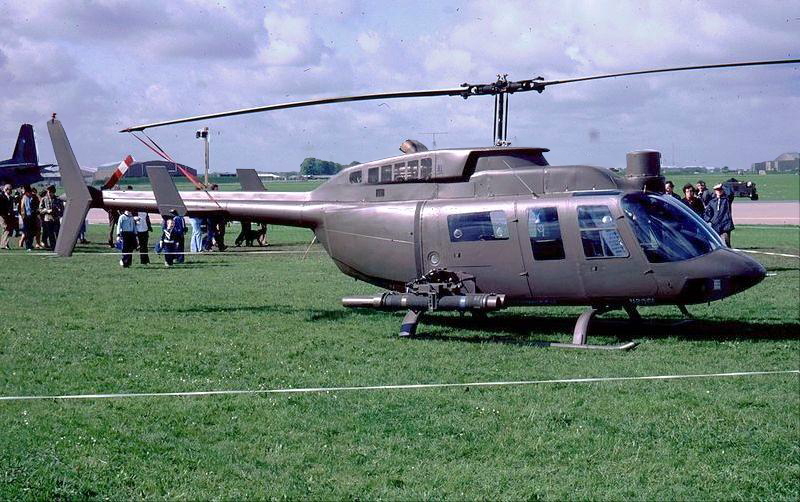
Bell 206L TexasRanger, RAF, UK (1981)

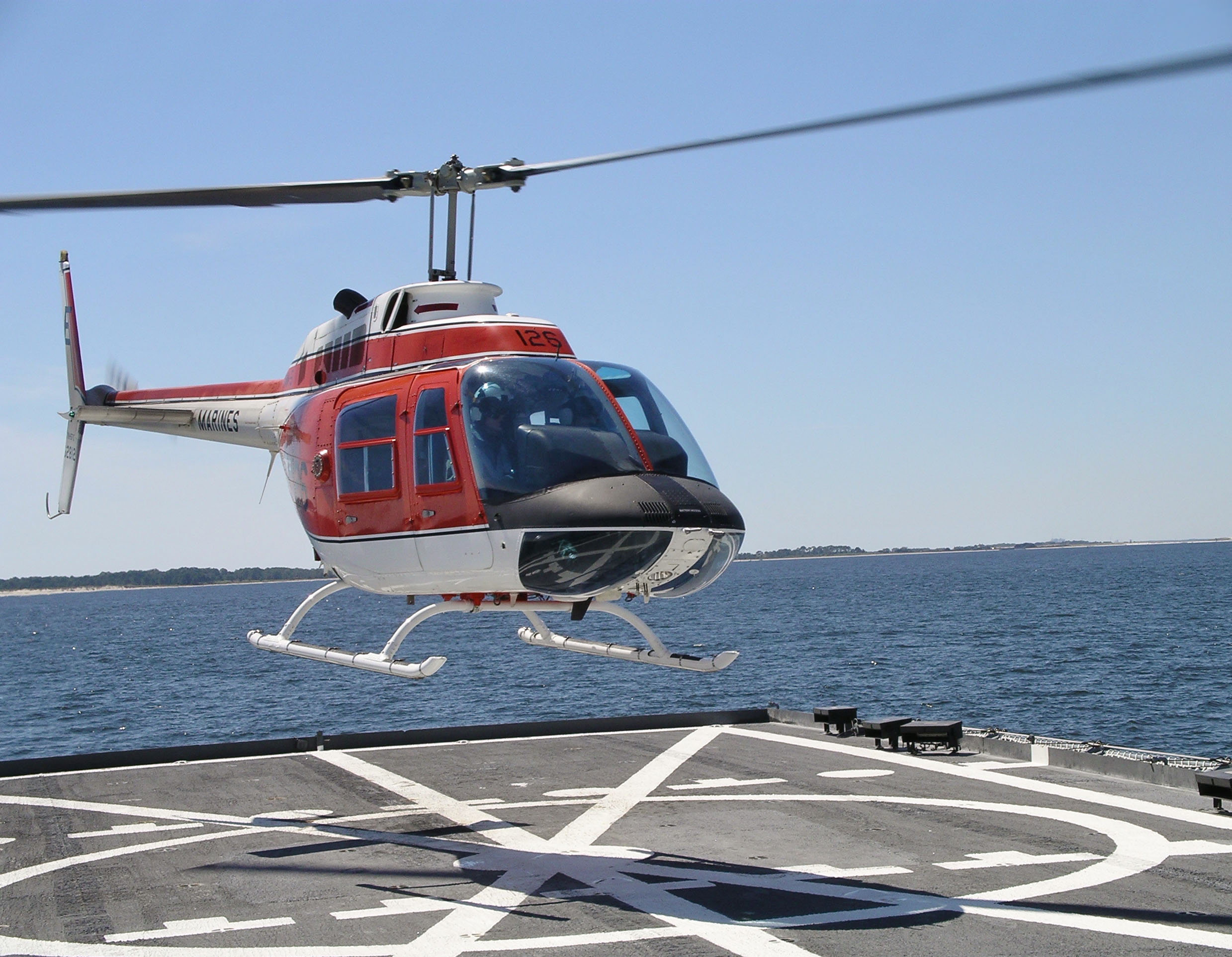
US Navy TH-57C (2003)

- Bulgarien (Bulgarische Luftstreitkräfte)
- Chile
- Finnland
- Guyana
- Iran (Luftstreitkräfte)
- Israel
- Italien
- Jamaika (Air Wing)
- Kamerun (L' Armée de l'Air du Cameroun)
- Kanada
- Kolumbien
- Kroatien
- Libyen
- Malta
- Mexiko
- Österreich: 13 AB 206A (1969 – Juli 2009)[7]
- Pakistan
- Philippinen
- Puerto Rico
- Serbien
- Slowenien
- Schweden
- Taiwan
- Vereinigte Staaten

United States Army
United States Navy
- Venezuela

## Technische Daten der Bell 206L

Bell 206A

| Kenngröße             | Daten                                                      |
| --------------------- | ---------------------------------------------------------- |
| Hauptrotordurchmesser | 11,28 m                                                    |
| Länge                 | 10,13 m                                                    |
| Triebwerk             | eine Wellenturbine Rolls-Royce Typ Allison 250C-20R 336 kW |
| Leermasse             | 1175 kg                                                    |
| max. Startmasse       | 2018 kg                                                    |
| Höchstgeschwindigkeit | 241 km/h                                                   |
| Reisegeschwindigkeit  | 217 km/h                                                   |
| Reichweite            | 900 km mit Reserve                                         |